# 螺髻山镇
螺髻山镇位于中国四川省凉山彝族自治州普格县北部，地处著名风景名胜区螺髻山东麓，彝族占全镇人口80%以上。2021年1月12日，撤销特补乡和洛甘乡，将原特补乡和原洛甘乡所属行政区域划归螺髻山镇管辖。

## 行政区划
螺髻山镇下辖以下地区：
螺髻山社区、德育村、黄草坪村、洛博村、马厂坪村、子热村、波洛坪村和小槽河村。